# Cercis hebecarpa
Cercis hebecarpa là một loài thực vật có hoa trong họ Đậu. Loài này được (Bornm.) Ponert miêu tả khoa học đầu tiên năm 1972.